# سيمستيني
سيمستيني، (بالإنجليزية: Semestene)‏، هي بلدية، في مقاطعة ساساري في منطقة سردينيا الإيطالية، وتقع على بعد حوالي 140 كم (87 ميل) إلى الشمال من كالياري، وحوالي 40 كم (25 ميل) جنوب شرق ساساري. اعتبارا من 31 ديسمبر 2004، كان عدد سكانها 206 ومساحة 39.8 كيلومتر مربع (15.4 ميل مربع).

## السكان
في سنة 1861 بلغ عدد السكان 658 نسمة، وتطور العدد ليصل في سنة 2011 لـ 171 نسمة.
يظهر هذا المخطط البياني تطور النمو السكاني لـ سيمستيني